# Phimochirus leurocarpus
Phimochirus leurocarpus is een tienpotigensoort uit de familie van de Paguridae. De wetenschappelijke naam van de soort is voor het eerst geldig gepubliceerd in 1981 door McLaughlin.